# Jeepers Creepers: El renaixement
Jeepers Creepers: El renaixement (títol original en anglès, Jeepers Creepers: Reborn) és una pel·lícula de terror sobrenatural del 2022 dirigida per Timo Vuorensola i escrita per Jake Seal i Sean-Michael Argo. La pel·lícula és un rellançament de la trilogia Jeepers Creepers de Victor Salva destinada a crear una nova trilogia. Protagonitzada per Sydney Craven i Imran Adams, amb "aparicions especials" de Dee Wallace i Gary Graham, va ser estrenada a tot el món per Screen Media Films (al costat de 101 Films al Regne Unit) el 19 de setembre de 2022. S'ha doblat al català.
Va ser valorada negativament per la crítica. A més, la pel·lícula va ser objecte d'una demanda per part de Myriad Pictures, que reclamava la propietat dels drets després de produir les pel·lícules anteriors, i no van ser notificats de la producció de la pel·lícula.